# Guayabera

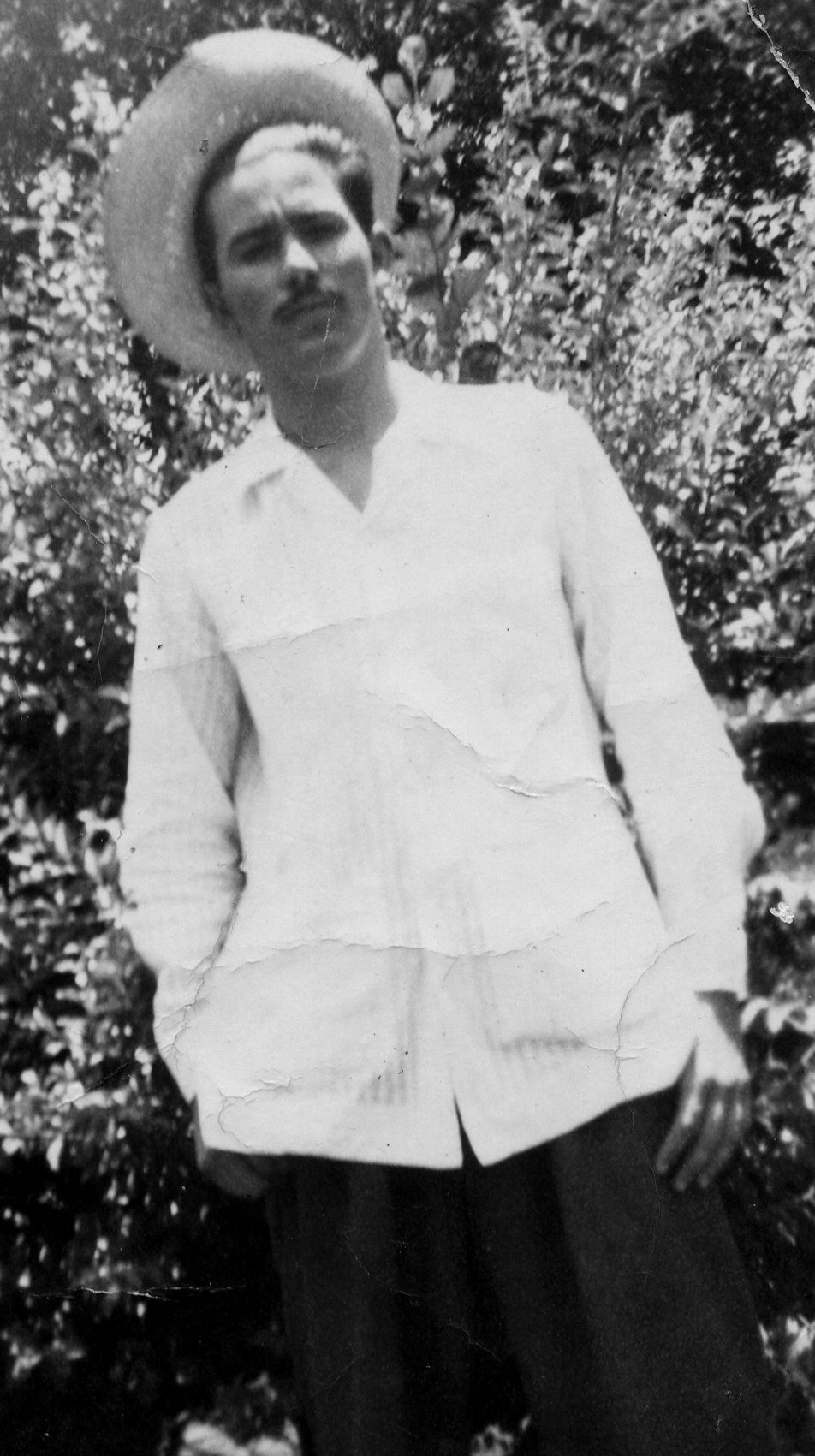
Une guayabera traditionnelle portée par un Cubain en 1956.

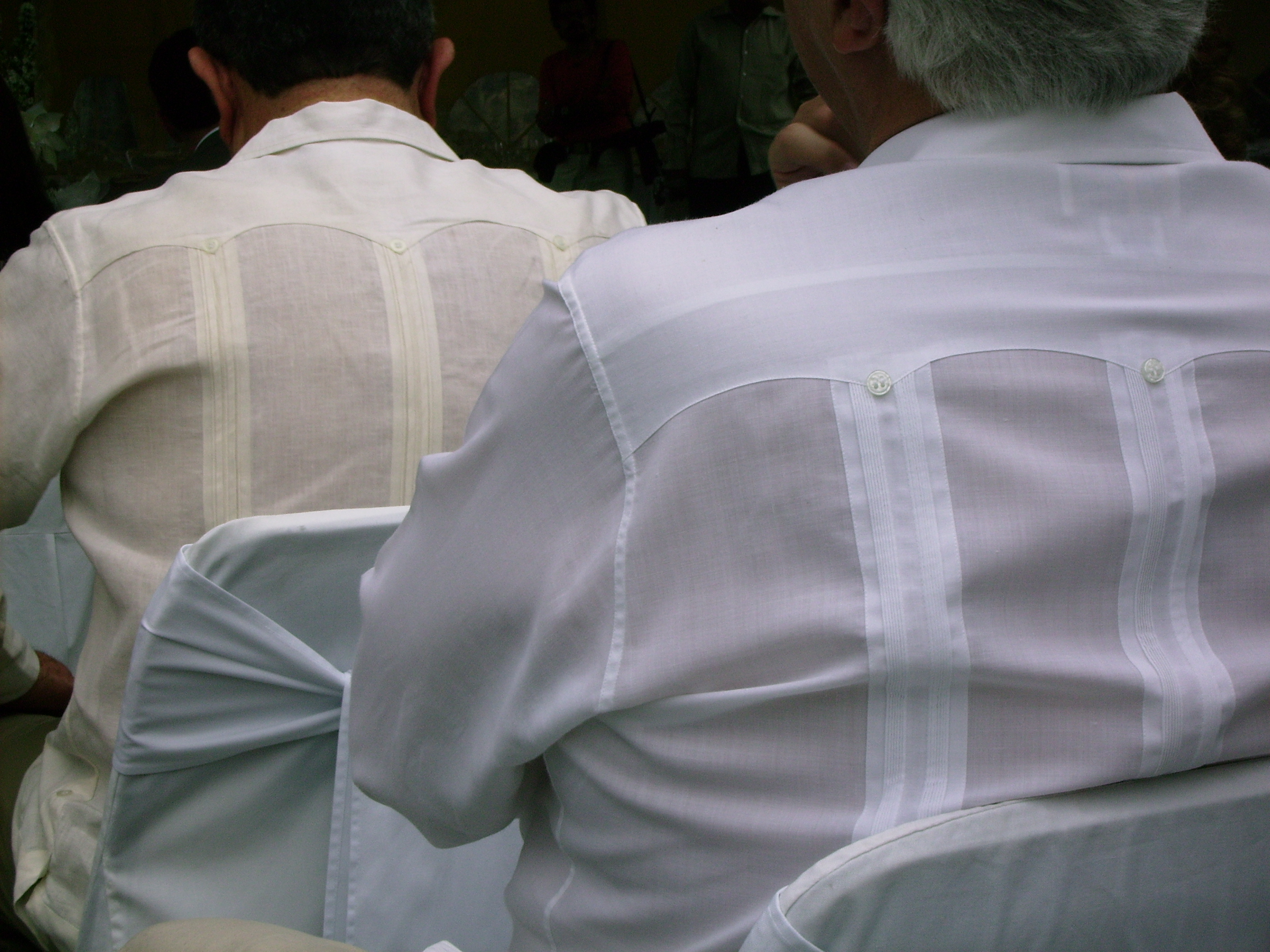
Guayaberas mexicaines

La guayabera est une chemise en usage en Amérique latine, aux Caraïbes, ainsi qu'aux Philippines.

## Historique

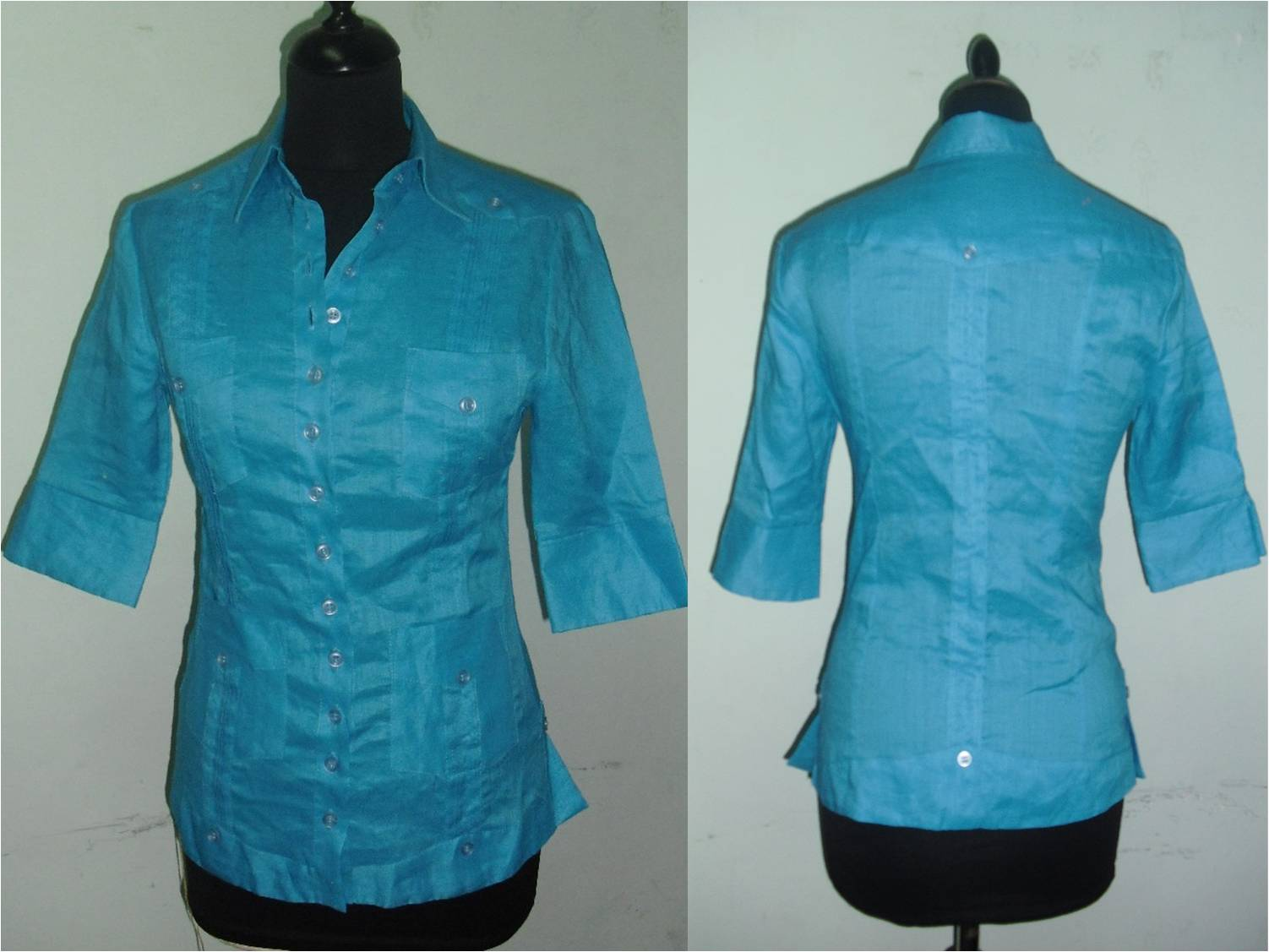
Guayabera (2012).